# Survibes
Survibes of de Mikel Haman Foundation is een organisatie die zich inzet voor het bevorderen van de emancipatie, gezondheid en het welzijn van de Surinaams-Nederlandse LHBTQI-gemeenschap. 
Survibes reikt jaarlijks de Mikel Haman Award uit aan een queer persoon van kleur die zich heeft ingezet voor de zichbaarheid en sociale acceptatie van biculturele LHBTIQ+ personen van kleur, tijdens Kwaku Roze Zondag op het Kwaku Zomerfestival tijdens Pride Week. De Award is vernoemd naar de Surinaams-Nederlandse aids- en homoactivist Mikel Haman. 
Survibes maakt deel uit van Queer Network Amsterdam.

## Oprichting 2017
In 2017 werd Survibes opgericht op initiatief van de Surinaams-Nederlandse queer activist Mikel Haman, met Tieneke Sumter als voorzitter. 
In 2017 stierf Haman aan de gevolgen van alvleesklierkanker. Aan zijn sterfbed beloofde Sumter hem om het voortouw te nemen bij de oprichting van Survibes.